# Concierto para piano n.º 1 (Brahms)
El Concierto para piano y orquesta n.º 1 en re menor, op. 15, es una obra que Johannes Brahms compuso para ese instrumento en 1858 y estrenó el 22 de enero de 1859, en el Teatro Real de Hanóver. El propio compositor se presentó como solista; Joseph Joachim estuvo en la batuta. La primera audición en privado tuvo lugar el 30 de marzo de 1858.

## Composición
Esta obra fue compuesta después de un prolongado período de gestación, como muchas otras obras del compositor, especialmente su primera sinfonía. Durante su composición, Brahms pasó de una sonata para dos pianos a una sinfonía, hasta decidirse finalmente por el formato de concierto.[cita requerida]
Lo escribió en uno de los peores momentos de su vida, después de ver cómo su maestro y compañero, Robert Schumann, perdía el juicio y finalmente moría en un manicomio.[cita requerida]
El 27 de enero de 1859, en el Gewandhaus de Leipzig, al presentarse la obra por segunda vez, la audiencia rechazó la obra con silbidos. En una carta que escribió Brahms al renombrado violinista Joseph Joachim, le comentaba:

«Después de todo, estoy aún en fase de experimentación y voy orientándome a tientas. Sin embargo, pensándolo bien... los silbidos fueron en verdad excesivos.»

A pesar de que fue compuesto cuando Brahms era aún muy joven, el concierto es quizás una obra de madurez del autor. A medida que el tiempo ha pasado, ha aumentado su popularidad, y ahora se considera una obra maestra.[cita requerida]
Cinco años después de su fracaso, la obra fue presentada por Clara Schumann, y tuvo entonces mucho éxito. Brahms hizo una transcripción para cuatro manos.[cita requerida]

## Análisis musical
Esta obra simboliza el esfuerzo de Brahms por combinar los efectos pianísticos con la orquesta, a diferencia de sus predecesores, que limitaban el papel de esta última a un mero acompañamiento del solista. Brahms pulió aún más esta técnica en su segundo concierto para piano. En este concierto también se demuestra el interés de Brahms por escribir música particularmente interesante para el corno y los timbales, cuyas partes son notablemente difíciles.[cita requerida]

### Estructura
El concierto está compuesto por los siguientes movimientos:
1. Maestoso
2. Adagio
3. Rondó: Allegro non troppo

## En la cultura popular

### En el cine
El primer movimiento (en una grabación de Peter Katin) se usó para reforzar escenas especialmente dramáticas de la película británica The L-Shaped Room, de 1963.[cita requerida]

## Discografía
- Claudio Arrau y Bernard Haitink con la Orquesta Real del Concertgebouw (Philips, 1969)
- Claudio Arrau y Carlo Maria Giulini con la Orquesta Philharmonia (EMI, 1960)
- Daniel Barenboim y Sergiu Celibidache
- Clifford Curzon, Orquesta Sinfónica de Londres, George Szell (Decca)
- Emil Gilels y Eugen Jochum con la Orquesta Filarmónica de Berlín (Deutsche Grammophon)
- Glenn Gould y Leonard Bernstein
- Hélène Grimaud y Kurt Sanderling con la Staatskapelle de Berlín (Erato, 1997)
- Maurizio Pollini y Claudio Abbado
- Arthur Rubinstein y Bernard Haitink con la Orquesta Real del Concertgebouw de Ámsterdam (1973)
- Rudolf Serkin, Orquesta de Cleveland, George Szell (Sony)
- Erik Then-Bergh y Karel Ančerl
- Krystian Zimerman y Leonard Bernstein